# ノンちゃん雲に乗る (アルバム)
『ノンちゃん雲に乗る』（ノンちゃんくもにのる）は、大橋のぞみのアルバム。レコードNo： YCCW-10097/B、ASIN B001J0DSK4。

## 収録曲

### CD
1. ノンちゃん雲に乗る
作詞：阿川佐和子、作曲：藤岡孝章、編曲：川田瑠夏
  - アルバムタイトル曲。
  - 詞は大橋のぞみが「ノンちゃん」の愛称で呼ばれていることから、石井桃子原作の同名の児童小説に着想を得て書き下ろしたという。
  - 大橋のぞみはこのアルバムで一番のお気に入りとしてこの曲を挙げている[1][出典無効]。
2. 思い出のアルバム
作詞：増子とし、作曲：本多鉄磨、編曲：梅堀淳
3. さんぽ
作詞：中川李枝子、作曲：久石譲、編曲：川田瑠夏
  - 映画「となりのトトロ」より（井上あずみのカバー）
4. おしえて
作詞：岸田衿子、作曲：渡辺岳夫、編曲：Funta7
  - TVアニメ「アルプスの少女ハイジ」より（伊集加代子のカバー）
5. ケータイがほしい
作詞：大橋のぞみ、藤岡孝章、作曲：藤岡孝章、編曲：羽生正貴
  - アルバムオリジナル曲。詞は大橋が大まかなイメージを伝え、藤岡が形にした。
6. 草原のマルコ
作詞：深沢一夫、作曲：坂田晃一、編曲：藤澤健至
  - TVアニメ「母をたずねて三千里」より（大杉久美子のカバー）
7. 黒ネコのタンゴ
作詞：A.Soricillo、F.Maresca、F.Pagano、訳詞：みおた・みずほ、作曲：F.Pagano、編曲：長谷川智樹
8. 大きな古時計
作詞：Henry Clay Work、訳詞：保富庚午、作曲：Henry Clay Work、編曲：川田瑠夏
9. ミミちゃんとパンダコパンダ
作詞：真田巌、作曲：佐藤允彦、編曲：水谷広実
  - 映画「パンダコパンダ」より（水森亜土のカバー）
10. 今日の日はさようなら
作詞・作曲；金子詔一、編曲：上田益
  - 森山良子のカバー
11. 崖の上のポニョ
作詞：近藤勝也、補作詞：宮崎駿、作曲・編曲：久石譲
  - 映画「崖の上のポニョ」より

### DVD
1. 崖の上のポニョ PV映像
2. 崖の上のポニョ 振り付けお手本ビデオ（後ろに「メイキング・シーン」付き）